# 君をつれて (徳永英明の曲)
「君をつれて」（きみをつれて） は、2003年1月27日に発売された、德永英明31枚目のシングル。

## 解説
前作「call」から2年ぶり、ユニバーサルミュージック移籍第一弾シングル。

## タイアップ
日本テレビ系「The・サンデー」エンディングテーマ。

## 収録曲
全作曲：德永英明　編曲：西脇辰弥
1. 君をつれて
  - 作詞：山田ひろし
2. 愛のヒキガネ
  - 作詞：德永英明
3. 君をつれて（Instrumental）
4. 愛のヒキガネ（Instrumental）